# 宗教事務銀行
宗教事務銀行（義大利語：Istituto per le Opere di Religione）又名梵蒂岡銀行，是一間位於梵蒂岡的私人銀行，並不對外開放，只負責管理梵蒂岡的金融資產。此銀行由教宗庇護十二世於1942年成立。
教宗方济各2013年上任后，着手对梵蒂冈银行进行改革。颁布了新的管理法规，通过与有银行经营经验的平信徒协作，并设置以平信徒为主的监督局，以使银行结构更加透明，并与国际标准接轨。

## 爭議
此銀行雖然專負處理羅馬教廷的資產，但多次涉及洗黑錢等經濟罪行，當中包括1982年時任銀行主席的馬爾欽庫斯樞機，涉嫌與意大利安保信銀行高層有不正當往來，導致安保信銀行倒閉，及2010年時任銀行行長特德斯奇涉嫌進行不正當的銀行交易，將資金轉移到美國大通銀行及意大利富奇諾銀行。為此羅馬教廷則在2011年改革了法案以防止洗錢行為。